# Tacones lejanos
Tacones lejanos és una pel·lícula espanyola de 1991, dirigida per Pedro Almodóvar.

## Argument
Rebeca treballa com a locutora de telenotícies en una cadena que dirigeix el seu marit, Manuel. El seu marit va ser el gran amor de la mare de Rebeca, Becky del Páramo, abans que aquesta l'abandonés per dedicar-se a la seva carrera com a cantant, i no sap que Rebeca és filla de Becky. Quinze anys després, la mare torna a Madrid per actuar i arreglar alguns comptes pendents, especialment la relació amb la seva filla Rebeca. La nit de la seva arribada, Becky sopa amb Rebeca i Manuel. Junts van a veure un imitador de Becky, el transformista Femme Letal. Rebeca li diu a la seva mare que, quan l'enyorava, anava a veure el seu imitador. Com que les relacions entre Rebeca i Manuel no van bé, ell intenta revifar el seu vell amor amb Becky, qui no accepta el seu oferiment, tot i que Manuel li diu que pensa divorciar-se de Rebeca. Una nit, Manuel apareix assassinat al seu xalet.

## Repartiment
- Victoria Abril (Rebeca)
- Rocío Muñoz (Rebeca de petita)
- Marisa Paredes (Becky del Páramo)
- Miguel Bosé (Jutje Domínguez/Femme Letal)
- Anna Lizaran (Margarita)
- Mayrata O'Wisiedo (madre del jutje Domínguez)
- Cristina Marcos (Paula)
- Féodor Atkine (Manuel)
- Pedro Díez del Corral (Alberto)
- Bibi Andersen (Suzanna)
- Nacho Martínez (Juan)
- Miriam Díaz Aroca (Isabel)
- Juan José Otegui (capellà del hospital)
- Paula Soldevilla (infermera)
- Javier Bardem (Javier)

## Premis

### Premis Goya
| Categoria                        | Persona                      | Resultat  |
| -------------------------------- | ---------------------------- | --------- |
| Millor actriu de repartiment     | Cristina Marcos              | Candidata |
| Millor muntatge                  | José Salcedo                 | Candidat  |
| Millor so                        | Jean-Paul Mugel              | Candidat  |
| Millor disseny de vestuari       | José María De Cossío         | Candidat  |
| Millor maquillatge i perruqueria | Jesús Moncusi y Gregorio Ros | Candidats |

### Globus d'Or
| Categoria                               | Resultat  |
| --------------------------------------- | --------- |
| Millor pel·lícula en llengua no anglesa | Candidata |

### Premis César
| Categoria                    | Resultat   |
| ---------------------------- | ---------- |
| Millor pel·lícula estrangera | Guanyadora |

### Festival de Gramado
| Categoria                        | Persona          | Resultat   |
| -------------------------------- | ---------------- | ---------- |
| Millor Actriu                    | Marisa Paredes   | Guanyadora |
| Millor director                  | Pedro Almodóvar  | Guanyador  |
| Millor música                    | Ryūichi Sakamoto | Guanyador  |
| Millor pel·lícula iberoamericana |                  | Candidata  |

### Festival Internacional de Cinema de Cartagena de Indias
| Categoria                             | Resultat   |
| ------------------------------------- | ---------- |
| India Catalina a la millor pel·lícula | Guanyadora |